# Drapeau de la Nouvelle-Aquitaine
Le drapeau de la Nouvelle-Aquitaine est le drapeau de la région française Nouvelle-Aquitaine.
En 2016, peu après la création de la région, le conseil régional, en même temps que son logo, adopte un blason, dont le drapeau ci-contre est inspiré. Le drapeau fait partie de l'usage protocolaire au même titre que le blason. Le blason de Nouvelle-Aquitaine reprend le lion rouge des ducs de Gascogne et de Guyenne antérieurs à Richard Cœur de Lion et qui inspireront celles de la province de Guyenne, à puis par les rois de France. 
Les armoiries du lion rouge debout sur fond blanc ont été employées dès le XIe siècle dans l'ensemble du territoire néo-aquitain. Certaines villes comme Poitiers, Châtellerault, Espelette ou Ustaritz montrent encore de nos jours ce lion rouge dans leurs armoiries. Des vagues bleues représentent Aquitania, signifiant en latin « terre des eaux ».